# جوليا بينيلوب
جوليا بينيلوب (بالإنجليزية: Julia Penelope)‏ هي كاتِبة أمريكية، ولدت في 19 يونيو 1941 في ميامي في الولايات المتحدة، وتوفيت في 19 يناير 2013.